# Jonas Breng
Jonas Breng (* 16. Juli 1988) ist ein deutscher Journalist und investigativer Auslandsreporter. Seit 2023 arbeitet er beim Spiegel.

## Leben und Wirken
Breng wuchs in Quickborn auf und besuchte dort das Dietrich-Bonhoeffer-Gymnasium. Er studierte Politikwissenschaft und Wirtschaft an der Freien Universität Berlin und an der HEC Paris. Während seines Studiums war er Chefredakteur des Campusmagazins Furios und Kolumnist bei der Berliner Zeitung. Nachdem er als freier Reporter in Ghana, Ägypten und Tschetschenien unterwegs gewesen war, besuchte er die Henri-Nannen-Schule in Hamburg.
2017 wurde Breng vom Medium Magazin als einer der „Top 30 Journalisten unter 30“ ausgezeichnet. Seine Texte erschienen in der Zeit, dem Spiegel und Capital. Im selben Jahr begann er als Auslandsreporter für den Stern zu arbeiten. Für den Stern berichtete er vor allem aus Kriegs- und Krisengebieten in Afrika und dem Nahen Osten. Ende 2023 wechselte er zum Spiegel.

## Journalistenpreise
- 2020: Axel-Springer-Preis für junge Journalisten – Bronze, für  „Doktor Gammel holt ein Kind“, erschienen im Stern[10]
- 2020: Publizistik-Preis der Stiftung Gesundheit – 2. Platz, für „Doktor Gammel holt ein Kind“, erschienen im Stern[11]
- 2020: Auszeichnung beim Hansel-Mieth-Preis[12]